# Trace (groupe)
Pour les articles homonymes, voir Trace.
Trace est un groupe de rock progressif néerlandais. Il est formé en 1974 par le claviériste Rick van der Linden après son départ d'Ekseption. Ils comptent trois albums avant de retourner à la formation Ekseption, et de mettre un terme au groupe en 1978.

## Biographie
En 1973, après avoir publié leur ultime album Trinity, les musiciens du groupe Ekseption ont cordialement montré la porte au claviériste Rick van der Linden, à cette époque ils étaient populaires au sein de leur maison de disques Philips, qui aidèrent ainsi le musicien à se trouver une nouvelle formation. 
Ainsi en 1974, Rick débute les séances de répétitions avec le batteur Peter de Leeuwe qui avait déjà joué avec Ekseption auparavant, mais ils se séparèrent de nouveau peu après. Un cousin du claviériste, Pierre van der Linden qui venait de quitter Focus en octobre 1973, occuperait donc le poste de batteur-percussionniste. Afin de compléter la formation, Rick demande au bassiste Jaap van Eik, un musicien autodidacte et un des meilleurs bassistes danois de se joindre au groupe. Ils avaient au préalable choisi le nom ACE mais durent en changer quand ils découvrirent qu'une formation britannique avait déjà choisie ce nom, ils prennent donc Trace. 
Leur premier album, éponyme, sort le 9 septembre 1974, avec des extraits de pièces de Jean-Sébastien Bach et Edvard Grieg, soit respectivement Le Concerto italien du premier et La suite Peer Gynt pour le second, en plus de compositions des membres du groupe. Le deuxième opus de la formation, Birds, voit quelques changements dans la composition du personnel, Pierre van der Linden quitta pour être remplacé par Ian Mosley à la batterie, un ex du groupe Wolf de Darryl Way, ce dernier a justement donné un coup de main au violon pour l'album. Qui comprend d'ailleurs une interprétation de la pièce Bourrée de Bach, qui n'est pas sans rappeler que le claviériste est d'abord membre de la formation Ekseption. 
Un dernier album, The White Ladies voit le jour en 1976, qui apporte à van der Linden le support de presque tous les membres de la formation Ekseption, exception faite du trompettiste Rein van den Broek. Encore une fois, tels The Nice vers la fin des années 1960, ce troisième album voit des interprétations à la sauce progressive de pièces classiques, à savoir la Sonate pathétique No 8 en C mineur et la Sonate No 3 en C majeur de Ludwig van Beethoven. Puis vers 1978, alors que van den Broek rejoint le groupe, ils reprennent alors de nouveau le nom de Ekseption.

## Membres
- Formation originale :
- Rick van der Linden - claviers
- Jaap van Eik - basse
- Pierre van der Linden - batterie

- Musiciens suppléants :
- Ian Mosley - batterie
- Darryl Way - violon
- Hans Jacobse - claviers
- Cor Dekker - basse
- Peter de Leeuwe - batterie
- Dick Remelink - saxophone, flûte
- Hetty Smit - chant
- Harry Schäfer - narration (sur The White Ladies)
- The Benny Behr - cordes dirigées par Job Maas

## Discographie
- 1974 : Trace (Philips)
- 1975 : Birds (Philips)
- 1976 : The White Ladies (Vertigo)